# 山中信儀

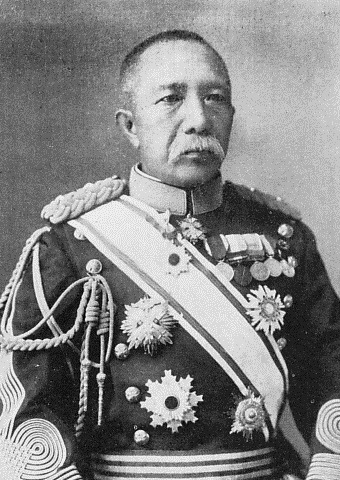
山中信儀

山中 信儀（やまなか のぶよし、1851年2月15日〈嘉永4年1月15日〉- 1926年〈大正15年〉4月18日）は、幕末から大正期の長州藩士、陸軍軍人、政治家。最終階級は陸軍中将。貴族院議員、男爵。信義の表記がある。

## 経歴
長門国阿武郡萩城下（山口県阿武郡堀内村、萩町を経て現萩市堀内）で、長州藩士・山中有利の長男として生れる。四境戦争に従軍し、戊辰戦争では東北での戦いに加わった。
明治4年12月26日（1872年2月4日）、陸軍少尉に任官。西南戦争に従軍。1893年（明治26年）5月、陸軍教導団長となり、1894年（明治27年）12月、歩兵大佐に昇進。1895年（明治28年）12月、歩兵第21連隊長に就任。1896年（明治29年）9月、歩兵第19連隊長に異動し、さらに同年11月、歩兵第37連隊長に転じた。
1899年（明治32年）8月、陸軍少将に進級し台湾守備混成第2旅団長に就任。1901年（明治34年）7月、歩兵第10旅団長に発令され 日露戦争に出征。旅順攻囲戦、奉天会戦などを戦った。
1905年（明治38年）7月、陸軍中将に進み新設の第16師団長に親補された。1907年（明治40年）9月21日、日露戦争の功績により男爵を叙爵し華族となった。1913年（大正2年）1月、後備役に編入。1918年（大正7年）4月1日に退役した。
1918年7月10日、貴族院男爵議員に選出され、公正会に所属して活動し1925年（大正14年）7月9日まで1期在任した。

## 栄典
位階
- 1895年（明治28年）2月13日 - 従五位[11]
- 1906年（明治39年）12月21日 - 正四位[12]
- 1913年（大正2年）1月30日 - 正三位[13]

爵位
- 1907年（明治40年）9月21日 - 男爵[14]

勲章等
| 受章年                     | 略綬 | 勲章名                   | 備考 |
| -------------------------- | ---- | ------------------------ | ---- |
| 1884年（明治17年）11月13日 |      | 勲四等旭日小綬章         |      |
| 1889年（明治22年）11月29日 |      | 大日本帝国憲法発布記念章 |      |
| 1893年（明治26年）11月29日 |      | 勲三等瑞宝章             |      |
| 1895年（明治28年）11月18日 |      | 明治二十七八年従軍記章   |      |
| 1903年（明治36年）5月16日  |      | 勲二等瑞宝章             |      |
| 1906年（明治39年）4月1日   |      | 功二級金鵄勲章           |      |
| 1906年（明治39年）4月1日   |      | 旭日重光章               |      |
| 1906年（明治39年）4月1日   |      | 明治三十七八年従軍記章   |      |
| 1907年（明治40年）5月31日  |      | 勲一等瑞宝章             |      |
| 1915年（大正4年）11月10日  |      | 大礼記念章               |      |

外国勲章佩用允許
| 受章年                     | 国籍           | 略綬 | 勲章名               | 備考 |
| -------------------------- | -------------- | ---- | -------------------- | ---- |
| 1908年（明治41年）11月24日 | 大清帝国       |      | 頭等第三双竜宝星     |      |
| 1911年（明治44年）5月31日  | バイエルン王国 |      | 星章附武功第二等勲章 |      |

## 親族
- 二男 山中秀二郎（検察官、貴族院男爵議員）[1]